# Monroe Harnish Martin
Monroe Harnish Martin (auch Monroe H. Martin, M. H. Martin, * 7. Februar 1907 in Lancaster, Pennsylvania; † 12. März 2007 in Denton, Maryland) war ein US-amerikanischer Mathematiker.

## Leben

### Familie und Ausbildung
Der aus der im Süden des US-Bundesstaats Pennsylvania gelegenen Stadt Lancaster stammende Monroe Harnish Martin, Sohn des Amos Z. Martin (1885–1935) und dessen Ehegattin Mary A. Harnish Martin (1883–1969), wandte sich nach dem Highschool-Abschluss, dem Studium der Mathematik am Lebanon Valley College in Annville zu, 1928 erwarb er den akademischen Grad eines Bachelor of Science. Martin setzte sein Studium an der Johns Hopkins University in Baltimore fort, 1932 wurde er bei Aurel Wintner zum Doctor of Philosophy promoviert. Nach seinem Studienabschluss erhielt Monroe Harnish Martin eine renommierte Postdoctoral Fellowship des National Research Council an der Harvard University.
Monroe Harnish Martin heiratete am 18. Juni 1932 Virginia Parker (1905–1994). Der Ehe entstammte die Tochter Mary Helen. Er verstarb im März 2007 einen Monat nach Vollendung seines 100. Lebensjahres im Caroline Nursing Home in Denton.

### Beruflicher Werdegang
Monroe Harnish Martin war seit 1933 als Instructor in Mathematics am Trinity College in Hartford im Bundesstaat Connecticut angestellt. 1936 folgte er einer Berufung als Assistant Professor of Mathematics an die University of Maryland, 1938 wurde er zum Associate Professor, 1942 zum Full Professor befördert. Von 1943 bis 1954 hatte Monroe Harnish Martin die Leitung des Department of Mathematics inne. 1949 wurde er zum Gründungsdirektor des Institute of Fluid Dynamics and Applied Mathematics bestellt. 1959 lehrte der mit einem Guggenheim-Stipendium ausgezeichnete Monroe Harnish Martin als Gastdozent an den Universitäten Saint Andrews und Rom. Er wurde 1972 emeritiert.
Monroe Harnish Martin, dessen Forschungsschwerpunkt der Fluiddynamik galt, wurde zum Mitglied der American Mathematical Society und der Mathematical Association of America gewählt. Er veröffentlichte diverse Abhandlungen betreffend sein Fachgebiet in amerikanischen und europäischen mathematischen Journalen. Zu seinen Ehren wurde an der University of Maryland der Monroe H. Martin Prize ins Leben gerufen.

## Publikationen
- On infinite orthogonal matrices. Dissertation, Johns Hopkins University, in: American Journal of Mathematics, Volume 54, Issue 3, Johns Hopkins University Press, Baltimore, MD, 1932, S. 579–631.
- zusammen mit J. B. Diaz: Riemann’s method for partial differential equations of hyperbolic, parabolic and elliptic types. in: University of Maryland. Institute for Fluid Dynamics and Applied Mathematics. Lecture series, Issue 29, University of Maryland, College Park, 1952
- Fluid dynamics : Proceedings of the 4. Symposium in Applied Mathematics of the American Mathematical Society, held at the University of Maryland, College Park, Md., June 22-23, 1951. in: Proceedings of symposia in applied mathematics, 4., Reprinted, McGraw-Hill, New York, 1959
- Inequalities for hermitian functionals. in: Memorie dell'Accademia delle scienze di Torino. Classe di scienze fisiche, matematiche e naturali., ser. IV;, 7., Accademia delle Scienze, Torino, 1969